# Макаров, Аркадий Сергеевич
Аркадий Сергеевич Макаров (1916—1996) — лётчик-ас, полковник Советской Армии, участник Великой Отечественной войны, Герой Советского Союза (1943).

## Биография
Аркадий Макаров родился 6 марта 1917 года в Самаре. До призыва в армию жил в городе Озёры Московской области. После окончания семи классов школы работал токарем. В 1936 году Макаров был призван на службу в Рабоче-крестьянскую Красную Армию. В 1938 году он окончил Качинскую военную авиационную школу пилотов. С августа 1941 года — на фронтах Великой Отечественной войны.
К сентябрю 1943 года гвардии старший лейтенант Аркадий Макаров командовал звеном 32-го гвардейского истребительного авиаполка 3-й гвардейской истребительной авиадивизии 1-го гвардейского истребительного авиационного корпуса 15-й воздушной армии Брянского фронта. К тому времени он совершил 132 боевых вылета, принял участие в 51 воздушном бою, сбив 13 вражеских самолётов.
Указом Президиума Верховного Совета СССР от 28 сентября 1943 года за «образцовое выполнение боевых заданий командования на фронте борьбы с немецкими захватчиками и проявленные при этом мужество и героизм» гвардии старший лейтенант Аркадий Макаров был удостоен высокого звания Героя Советского Союза с вручением ордена Ленина и медали «Золотая Звезда» за номером 1760.
К 9 мая 1945 года гвардии майор А. С. Макаров совершил 286 боевых вылетов, провёл около 100 воздушных боёв, сбил 16 самолётов противника лично и 1 в группе.
После окончания войны Макаров продолжил службу в Советской Армии.
В 1948 году был назначен заместителем начальника Отдела боевой подготовки ВВС Московского военного округа.
В 1957 году в звании гвардии полковника он был уволен в запас. Проживал в Москве, работал завучем по производственному обучению школы № 144, позднее работал в НИИ авиационной промышленности. Умер 16 августа 1996 года, похоронен на кладбище города Озёры.

## Награды
Был также награждён четырьмя орденами Красного Знамени, орденом Александра Невского, двумя орденами Отечественной войны 1-й степени, орденом Красной Звезды и рядом медалей.